# بيلي باركر
بيلي باركر (بالإنجليزية: Billy Parker)‏ هو لاعب كرة قاعدة أمريكي، ولد في 14 يناير 1942 في هينفيل في الولايات المتحدة، وتوفي في 9 فبراير 2003 في سن سيتي ويست في الولايات المتحدة بسبب سرطان.

## وصلات خارجية
- بيلي باركر على موقعبيزبول رفرنس.كوم (الدوري الرئيسي) (الإنجليزية)
- بيلي باركر على موقعبيزبول رفرنس.كوم (الدوري الثانوي) (الإنجليزية)